# Distrito de Hōsu (Ishikawa)
El distrito de Hōsu (鳳珠郡 Hōsu-gun?) es un distrito localizado en la prefectura de Ishikawa, Japón. En octubre de 2019 tenía una población estimada de 23.700 habitantes y una densidad de población de 51,9 personas por km². Su área total es de 456,48 km².

## Localidades
- Anamizu
- Noto

## Historia del distrito
El 1 de marzo de 2005 el pueblo de Yanagida y la ciudad de Noto en el distrito de Fugeshi se fusionaron con la ciudad de Uchiura del distrito de Suzu y llegaron a ser la ciudad de Noto.
Esta unión fusionó eficazmente los dos distritos de Suzu y Fugeshi; y colocó el distrito de Hōsu en estas áreas ya que los bordes de los dos distritos anteriores habían sido removidos. Al mismo tiempo, las ciudades de Anamizu y Monzen, antes parte del distrito de Fugeshi, llegaron a ser ciudades del distrito de Hōsu.
El nombre del nuevo distrito toma un kanji de cada uno de sus predecesores: el primer kanji proviene de Fugeshi (鳳至) y el segundo proviene de Suzu (珠洲).

### Cambios desde la creación
- 1 de marzo de 2005 - Los distritos de Suzu y Fugeshi se fucionan para formar el distrito de Hōsu.
- 1 de febrero de 2006 - La ciudad de Monzen se fusionó con la ciudad de Wajima para formar la ciudad de Wajima.